# Maria Robsahm
Maria Robsahm z domu Kelldén (ur. 3 lutego 1957 w Enköping) – szwedzka polityk, filozof i dziennikarka. Posłanka do Parlamentu Europejskiego w kadencji 2004–2009.

## Życiorys
Ukończyła studia filozoficzne, w 1990 uzyskała dyplom z zakresu dziennikarstwa. W latach 1979–1988 wykładała filozofię na Uniwersytecie w Göteborgu. Od lat 90. pracowała jako redaktor i producent filmów dokumentalnych w szwedzkiej stacji telewizyjnej TV4, a następnie jako redaktor w dziale politycznym "Dagens Nyheter" (2002–2003).
W wyborach do PE w 2004 zdobyła mandat europosłanki z listy Ludowej Partii Liberałów. W marcu 2006 zmieniła partię, wstępując do Inicjatywy Feministycznej. Należała do frakcji liberałów. W 2009 nie ubiegała się o reelekcję.